# Amélie Plume
Pour les articles homonymes, voir Plume.
Amélie Plume est une écrivaine suisse, née le 11 décembre 1943 à La Chaux-de-Fonds, en Suisse.

## Biographie
Amélie Plume  a effectué ses études de lettres et d'ethnologie à l'Université de Neuchâtel. Elle a voyagé en Afrique, en Israël et a vécu  à New York où elle a enseigné le français et commencé à écrire et à peindre. Rentrée en Suisse, elle a ouvert un atelier d'expression créatrice par la peinture, après s'être formée à Paris. Elle s'est ensuite consacrée entièrement à l'écriture.

## Œuvres

### Romans
- Les Aventures de Plumette et de son premier amant : récit, préf. de Catherine Safonoff, Éditions Zoé, 1981
- En bas, tout en bas dans la plaine, Éditions Zoé, 1986
- Marie-Mélina s'en va, Éditions Zoé, 1988
- La mort des forêts, ni plus ni moins, Éditions Zoé, 1989
- Promenade avec Emile L., Éditions Zoé, 1992
- Hélas nos chéris sont nos ennemis, Éditions Zoé, 1995
- Ô qu'il est beau le jet d'eau, postf. de Doris Jakubec, Éditions Zoé, 1995
- Oui Emile pour la vie, Éditions Zoé, (1984) 1997
- Ailleurs c'est mieux qu'ici, Éditions Zoé, (1998) 2003
- Toute une vie pour se déniaiser, Éditions Zoé, 2003
- Chronique de la Côte des neiges, Éditions Zoé, 2006
- Mademoiselle Petite au bord du Saint-Laurent, Éditions Zoé, 2007
- Les fiancés du Glacier Express, Éditions Zoé, 2010
- Tu n'es plus dans le coup, Éditions Zoé, 2014

### Pièces de théâtre et pièces radiophoniques
- Un mariage suisse
- Que souhaiter de plus? : pièce de théâtre en cinq tableaux, Éditions Trois P'tits Tours, 2000

## Prix
- 1988 : Prix Schiller pour l'ensemble de son œuvre.
- 1994 : Prix Pittard de l'Andelyn

## Études critiques
- La langue et le politique : enquête auprès de quelques écrivains suisses de langue française, éd., conc. et préf. par Patrick Amstutz, postf. de Daniel Maggetti, Éditions de l'Aire, Vevey, 2001, p. 140